# How Hard I Try
How Hard I Try is een nummer van de Oostenrijkse producer Filous uit 2015, ingezongen door de Oostenrijks-Amerikaanse zanger James Hersey.
Het zomerse deephousenummer werd een klein hitje in het Duitse taalgebied. In Filous' thuisland Oostenrijk haalde het de 33e positie. In Duitsland had "How Hard I Try" niet veel succes, met een 96e positie, maar toch werd het daar wel een radiohit. In Nederland haalde het nummer de 11e positie in de Tipparade, en in Vlaanderen de 7e positie in de Tipparade.